# کیزبروک، استرالیای غربی
کیزبروک (به انگلیسی: Keysbrook) یک منطقهٔ مسکونی در استرالیا است که در استرالیای غربی واقع شده‌است.